# Bieg na 10 kilometrów
Bieg na 10 kilometrów – konkurencja lekkoatletyczna, zaliczana do ulicznych biegów długich. Umownie odróżnia się bieg na dystansie 10 km jako bieg uliczny od biegu na dystansie 10 000 metrów, który rozgrywany jest na stadionie lekkoatletycznym.